# Arandas, Ain

Arandas este o comună în departamentul Ain din estul Franței.